# Décès en 949
Décès
- 945
- 946
- 947
- 948
- 949
- 950
- 951
- 952
- 953

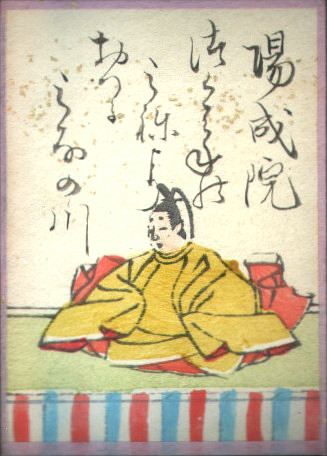
Yōzei, mort en 949.

Cette page dresse une liste de personnalités mortes au cours de l'année 949 :
- 13 avril : Jeongjong, 3e roi de Goryeo.
- décembre : Imad ad-Dawla Ali, fondateur de la dynastie bouyide en Iran à Chiraz.
- 10 décembre : Hermann Ier, duc de Souabe.

- Al-Qasim Kannun ben Ibrahim, sultan idrisside.
- Miroslav, roi de Croatie.
- Fujiwara no Tadahira, il exerce la régence de l'empereur Suzaku.
- Yōzei, cinquante-septième empereur du Japon.

## Crédit d'auteurs
- Cet article est partiellement ou en totalité issu de l'article intitulé « 949 » (voir la liste des auteurs).